# Виконання під фонограму
«За виконання пісень під фонограму треба платити ксерокопіями грошей»
Виконання під фонограму — техніка, за якої співак на сцені, синхронізується зі звуком та вокалом записаними окремо.
У музиці розрізняють «мінус-фонограму» (сленг. «Мінусівка») — запис окремо акомпанементу, і «плюс-фонограму» (сленг. «Фанера») — запис акомпанементу з голосом виконавця.
Почасти використовується артистами, зокрема, в театрі, коли вокальні партії для ролі виконуються не тим актором, який грає іншу частину ролі. Фонограми також використовуються співаками на концертах, де немає бажання (іноді часу або можливості) здійснювати налаштування обладнання чи навантажувати свої голосові зв'язки.
Іноді, під час звучання «плюсівки» виконавцю вмикають мікрофон, аби той в паузі лірики пісні розмовляв з глядачами, створюючи ілюзію живого виконання.

## Критика виконання під фонограму
Використання фонограми музичними артистами є предметом критики і спроб заборони. Противники виконання під фонограму наполягають на тому, що глядач, який платить за квиток, має право слухати реальне виконання творів артистом.
Справжнім мистецтвом це назвати аж ніяк не можна, оскільки на очах у публіки відбувається лише імітація, де основною турботою співака є клопіт про збіг артикуляції, міміки та пластики із зафіксованим на звуконосії співом.